# Teuleria la Guinardera
La Teuleria la Guinardera és una obra de Sant Martí de Tous (Anoia) inclosa a l'Inventari del Patrimoni Arquitectònic de Catalunya.

## Descripció
La rajoleria disposava de dues olles de forns o fogaines que es conserven amb les seves corresponents voltes. La paret frontal de pedra està ben conservada, però la resta de parets estan parcialment o total derruïdes. Una de les parets de la cambra de cocció encara conserva part de la paret de maons que cobria la pedra. La solera es troba totalment coberta per la capa de sediments.